# Gaspar Sadoc
Monsenhor Gaspar Sadoc da Natividade (Santo Amaro, 20 de março de 1916 — Salvador, 22 de setembro de 2016) foi um padre católico e escritor brasileiro, imortal da cadeira número 10 da Academia de Letras da Bahia. 

## Biografia
Nascido em 20 de março de 1916, em Santo Amaro da Purificação, foi ordenado padre em 1941, iniciando a vida religiosa na paróquia da Liberdade, em Salvador.    
A partir de 1951, atuou na paróquia de Cristo Rei e São Judas Tadeu e, por fim, foi para a Paróquia de Nossa Senhora da Vitória, onde atuou de 1968 até 2002 e tem o título de pároco emérito.    
Imortal da Academia de Letras da Bahia, cadeira 10, dentre eles estão os seguintes escritos:    
- Coletanea de raros escritos
- De mãos juntas
- Semeando / 2a ed [3] [5] [2] [1]

Morreu em Salvador aos 100 anos, em 22 de setembro de 2016.    
Em sua homenagem, a rua monsenhor Gaspar Sadoc, no bairro Costa Azul, em Salvador,  foi assim denominada. 